# Kuseswor Dumja
Kuseswor Dumja – gaun wikas samiti w środkowej części Nepalu  w strefie Dźanakpur w dystrykcie Sindhuli. Według nepalskiego spisu powszechnego z 2001 roku liczył on 791 gospodarstw domowych i 5113 mieszkańców (2556 kobiet i 2557 mężczyzn).